# مجموعات الأعداد

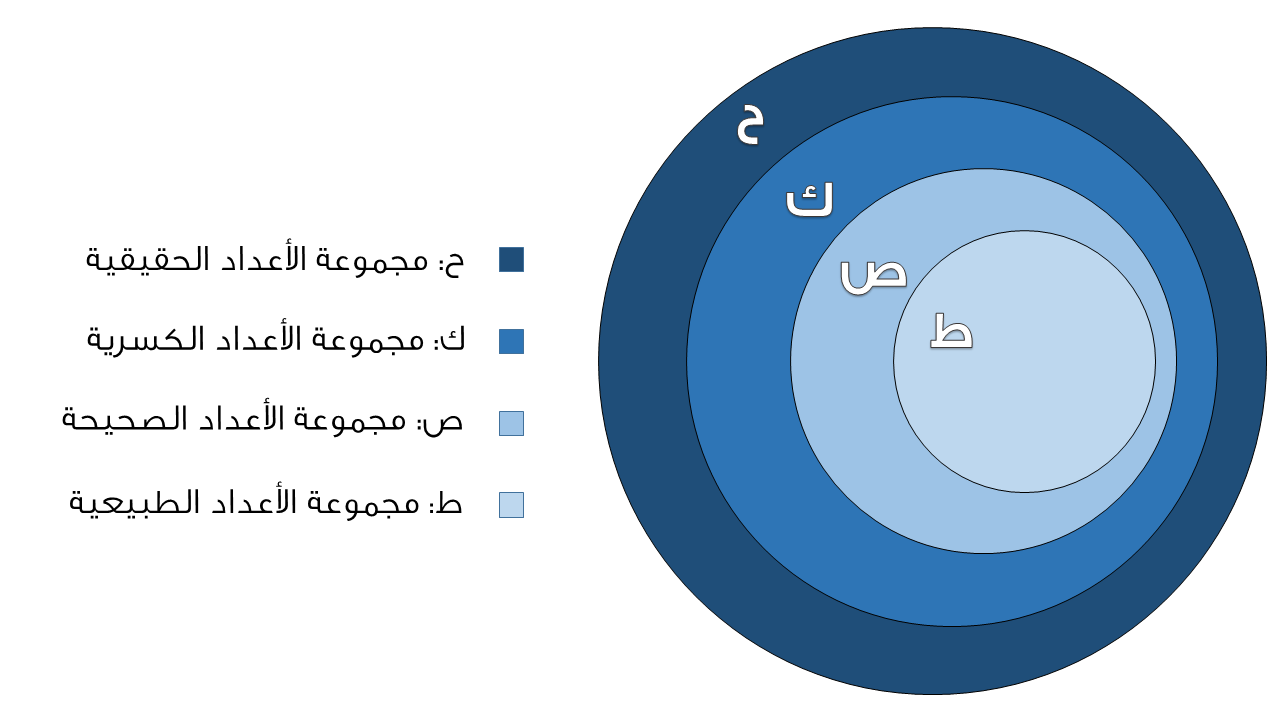

مجموعات الأعداد هي مجموعات رياضية تستخدم لوصف مجموعة أرقام ذات خواص محددة. يمكن تلخيص المجموعات العددية في:
- مجموعة الأعداد الطبيعية {\displaystyle (N)}: {\displaystyle {1,2,3,4,5,6,7,8,9,}}
- مجموعة الأعداد الصحيحة {\displaystyle (Z)}: {{\displaystyle 4,3,2,1,0,1-,2-,3-,4-}}
- مجموعة الأعداد النسبية "الكسرية" {\displaystyle (Q)}: هي كل عدد من الشكل {\displaystyle m/n} حيث {\displaystyle m,n}{\displaystyle \in }{\displaystyle Z} و{\displaystyle n}{\displaystyle \neq } {\displaystyle 0} وتكون الصورة العشرية للعدد النسبي عددًا عشريًا منتهيًا.[2]
- مجموعة الأعداد غير النسبية أو الأعداد الصماء {\displaystyle I} : وتكون الصورة العشرية للعدد غير النسبي (الأصم) غير منتهية وغير دورية (أي لا تتكرر ولا يوجد نموذج يعبر عنها)؛ لذا فإن الجذور التربيعية للأعداد التي ليست مربعات كاملة هي أعداد نسبية.

مثل: {\displaystyle ..............m=2.1346891..........a=1.003000300003}
- مجموعة الأعداد العشرية {\displaystyle (D)}:[3]

و هي الأعداد المنتهية المحتوية على فاصلة مثل: 21,15;32,9;-9,004
ملاحظة: N تنتمي إلى Z و D
- مجموعة الأعداد الحقيقية {\displaystyle (R)}: مجموعة الأعداد العادية Q + مجموعة الأعداد الصماء I
- العدد الموجب: هو عدد طبيعي تسبقه (أمامه وعلى يمينه) إشارة +، أو ليس له إشارة (كل عدد ليس له إشارة تكون إشارته موجبة لا تكتب اختصاراً للكتابة).
- العدد السالب: فهو عدد طبيعي تسبقه إشارة"{\displaystyle -}" سالبة.
- الأعداد الأولية: هو عدد طبيعي أكبر قطعاً من 1، لا يقبل القسمة إلا على نفسه وعلى واحد فقط.